# 轉動長眼寄居蟹
轉動長眼寄居蟹（学名：Paguristes versus）为活額寄居蟹科長眼寄居蟹屬下的一个种。